# 沈珣
沈珣（1565年—1634年），字幼玉，號宏所，南直隶苏州府吴江县人，軍籍，明朝政治人物。同进士出身。

## 生平
萬曆二十五年（1594年）丁酉科舉顺天乡试第十八名，三十二年（1604年）甲辰科進士。吏部觀政，三十四年授中書舍人，四十二年考選，四十七年授山东道御史，巡按贵州。天启元年养病，三年升福建右参政，五年升湖廣按察使，六年升河南右布政使，七年升山东左布政使、沂州兵备，加升二品。崇祯三年山东巡抚，右佥都御史，四年考察去職。年70岁卒。
他的诗文讲究修饰，又善隶书，与兄长沈琦、沈珫被称为“三凤”。著有《按黔抚济二疏稿》、《净华庵稿》。

## 家族
曾祖沈漢，户科給事中，贈太常寺少卿。祖父沈嘉謨，監生，以子沈位贈检讨。父沈倬，廪生，贈文林郎知縣。母陳氏，贈太孺人。永感下。兄沈瑶（监生）、沈瑾、沈璟（光禄寺寺丞）、沈瑜（监生）、沈琯（监生）、沈瓒（廣東按察司佥事）、沈琦（知縣）、沈瓊、沈瓏、沈珫（國子監學正）、沈璨（游击）、沈瑄、沈珂。弟沈璁、沈環、沈琬、沈珏。娶吴氏。